# Kupcsulik Péter
Kupcsulik Péter  (1946 - ) magyar orvos, sebész szakorvos, gasztroenterológus, egyetemi tanár.

## Kutatási területe
Fő kutatási területe a gasztroenterológiai sebészet, kiemelten a nyelőcső és a máj sebészete. Foglalkozik a daganatos betegségek sebészi gyógyításával, a szervátültetés problémáival, új műtéti technikák és terápiás módszerek kidolgozásával.

## Életpályája
1994 és 1998 között a Magyar Orvosi Kamara alelnöke, majd 1998-tól 2003-ig elnöke volt. A Magyar Sebész Társaság elnöke, 2009.
Az első magyarországi májátültetés megszervezője és résztvevője volt 1983-ban. 1980 és 1985 között egyetemi adjunktus, 1985-től 1994-ig egyetemi docens.
2003. július 1-től az I. sz. Sebészeti Klinika igazgatója, egyetemi tanár. 1970 óta dolgozik a Semmelweiss Egyetem I. sz. Sebészeti Klinikán. 

## Társadalmi szerepvállalása
Számos hazai és nemzetközi orvos-társaságnak tagja. 

## Díjai, elismerései
- Az orvostudományok kandidátusa, 1977;
- Habilitáció, 1995;
- Amerikai Sebész Kollégium Nemzetközi-díj, 1981,
- Széchényi Professzori Ösztöndíj, 1998-2001;
- Balassa János Emlékérem, 2008. május 22.
- Pro Optimo Merito in Gastroenterológia kitüntetés.

## Művei
Több mint 420 megjelent tudományos közlemény. 